# Awka
Awka – miasto w Nigerii, od 1991 stolica stanu Anambra. Liczy około 300 tysięcy mieszkańców. Jest siedzibą uniwersytetu Nnamdi Azikiwe University.